# 联盟系列宇宙飞船发射任务列表
这是一份关于苏联/俄罗斯所研制的联盟号飞船历次发射任务的列表。关于苏联/俄罗斯使用联盟系列飞船进行的载人航天工程的更多内容，请参见主题条目：联盟计划。
使用此表时请注意以下事项：
- 表中所列各飞船顺序系依照实际发射顺序，而非飞船编号。只列出了部分无人飞船，只有载人飞船标注序号。
- 表中包含了联盟系列的6种飞船，即联盟号、联盟-T（英语：Soyuz-T）、联盟-TM（英语：Soyuz-TM）、联盟-TMA（英语：Soyuz-TMA）、联盟TMA-M（英语：Soyuz TMA-M）和联盟MS。
- 按照苏联的传统做法，一些执行无人飞行任务的联盟号飞船经常被冠以宇宙号（苏联发展的多用途人造卫星）的名字，塔斯社公开发布消息时也只会发布轨道参数，直到20世纪80年代外界仍只能通过北美防空部门、太空部门和情报部门获取苏联太空活动的消息[1]。

## 苏联发射任务
| 序号 | 任务徽章 | 任务名     | 发射时间       | 在轨时间          | 着陆/坠毁时间  | 乘员 | 注释                                                                           |
| ---- | -------- | ---------- | -------------- | ----------------- | -------------- | --- | ------------------------------------------------------------------------------ |
|      |          | 宇宙133号  | 1966年11月28日 | 2天1小时19分钟    | 1966年11月30日 | 无人飞船 | 第一艘发射成功的联盟号飞船 因定向发动机燃气舵子系统失效而失控:142-145          |
|      |          |            | -              | -                 | 1966年12月14日 | 无人飞船 | 原计划与宇宙133号进行无人对接的1号飞船 因R-7火箭爆炸而毁在31号发射台上:145-147 |
|      |          | 宇宙140号  | 1967年2月7日   | 约2天             | 1967年2月9日   | 无人飞船 | 第一艘成功飞行的联盟号飞船 着陆并沉没于咸海:147-151                            |
| 1    |          | 联盟1号    | 1967年4月23日  | 1天2小时47分钟    | 1967年4月24日  | 科马洛夫 | 返回时因降落伞故障坠毁，乘员遇难:151-161                                       |
|      |          | 宇宙186号  | 1967年10月27日 | 3天1小时38分钟    | 1967年10月31日 | 无人飞船 | 与宇宙188号实现无人对接:162-165                                                |
|      |          | 宇宙188号  | 1967年10月30日 | 3天22小时42分钟   | 1967年11月2日  | 无人飞船 | 与宇宙186号实现无人对接:162-165:142-145                                        |
|      |          | 联盟2号    | 1968年10月25日 | 2天22小时51分钟   | 1968年10月28日 | 无人飞船 | 与联盟3号对接失败:167-172                                                      |
| 2    |          | 联盟3号    | 1968年10月26日 | 3天22小时50分钟   | 1968年10月30日 | 格奥尔基·别列戈沃依 | 与联盟2号对接失败:167-172                                                      |
| 3    |          | 联盟4号    | 1969年1月14日  | 2天23小时20分钟   | 1969年1月17日  | 弗拉基米尔·沙塔洛夫 阿列克谢·叶利谢耶夫（返回） 叶夫根尼·赫鲁诺夫（返回）                                                                                              | 与联盟5号对接并交换乘员:172-181                                                |
| 4    |          | 联盟5号    | 1969年1月15日  | 3天0小时54分钟    | 1969年1月18日  | 鲍里斯·沃雷诺夫 阿列克谢·叶利谢耶夫（发射） 叶夫根尼·赫鲁诺夫（发射）                                                                                                  | 与联盟4号对接并交换乘员:172-181                                                |
| 5    |          | 联盟6号    | 1969年10月11日 | 4天22小时42分钟   | 1969年10月16日 | 格奥尔基·绍宁 瓦列里·库巴索夫 | 与联盟7号、8号编队飞行:184-190                                                 |
| 6    |          | 联盟7号    | 1969年10月12日 | 4天22小时40分钟   | 1969年10月17日 | 阿纳托利·费里普钦科 弗拉季斯拉夫·沃尔科夫 维克托·戈尔巴特科 | 与联盟6号、8号编队飞行:184-190                                                 |
| 7    |          | 联盟8号    | 1969年10月13日 | 4天22小时50分钟   | 1969年10月18日 | 弗拉基米尔·沙塔洛夫 阿列克谢·叶利谢耶夫 | 与联盟6号、7号编队飞行:184-190                                                 |
| 8    |          | 联盟9号    | 1970年6月1日   | 17天16小时58分钟  | 1970年6月19日  | 安德里亚·尼古拉耶夫 维塔利·谢瓦斯季亚诺夫 | 进行了生物医学实验:195-199，242                                                |
| 9    |          | 联盟10号   | 1971年4月23日  | 1天23小时44分钟   | 1971年4月25日  | 弗拉基米尔·沙塔洛夫 阿列克谢·叶利谢耶夫 尼古拉·鲁卡维什尼科夫 | 与礼炮1号对接失败:205-207:70-90                                                |
| 10   |          | 联盟11号   | 1971年6月6日   | 23天18小时21分钟  | 1971年6月30日  | 格奥尔基·多布罗沃尔斯基 维克托·帕察耶夫 弗拉季斯拉夫·沃尔科夫 | 访问礼炮1号（人类首次对接空间站）:207-212 返回时三名乘员均因失压死亡:218-234   |
| 11   |          | 联盟12号   | 1973年9月27日  | 1天23小时15分钟   | 1973年9月29日  | 瓦西里·拉扎列夫 奥列格·马卡罗夫 | 检验舱内宇航服:218                                                             |
| 12   |          | 联盟13号   | 1973年12月18日 | 7天20小时55分钟   | 1973年12月26日 | 瓦伦丁·列别杰夫 彼得·克利穆克 | 携带猎户座2号太空望远镜:242-245                                                |
| 13   |          | 联盟14号   | 1974年7月3日   | 15天17小时30分钟  | 1974年7月19日  | 尤里·阿尔秋欣 帕维尔·罗曼诺维奇·波波维奇 | 访问礼炮3号:220-221                                                            |
| 14   |          | 联盟15号   | 1974年8月26日  | 2天0小时12分钟    | 1974年8月28日  | 列夫·斯捷潘诺维奇·焦明 根纳季·萨拉法诺夫 | 与礼炮3号对接失败:221-223                                                      |
| 15   |          | 联盟16号   | 1974年12月2日  | 5天22小时23分钟   | 1974年12月8日  | 阿纳托利·费里普钦科 尼古拉·鲁卡维什尼科夫 | 进行阿波罗-联盟测试计划演练:252-253                                            |
| 16   |          | 联盟17号   | 1975年1月11日  | 29天13小时19分钟  | 1975年2月10日  | 格奥尔基·格列奇科 阿列克谢·古巴列夫 | 访问礼炮4号:223-224                                                            |
| 17   |          | 联盟18A    | 1975年4月5日   | 21分钟27秒        | 1975年4月5日   | 瓦西里·拉扎列夫 奥列格·马卡罗夫 | 计划访问礼炮4号 因第二级分离失控发射失败 乘员全部幸存:224-229:186-187          |
| 18   |          | 联盟18号   | 1975年5月24日  | 62天23小时20分钟  | 1975年7月26日  | 彼得·克利穆克 维塔利·谢瓦斯季亚诺夫 | 访问礼炮4号:229-230                                                            |
| 19   |          | 联盟19号   | 1975年7月15日  | 5天22小时31分钟   | 1975年7月21日  | 阿列克谢·列昂诺夫 瓦列里·库巴索夫 | 执行阿波罗-联盟测试计划:254-258                                                |
|      |          | 联盟20号   | 1975年11月17日 | 90天11小时46分钟  | 1976年2月16日  | 无人飞船 | 访问礼炮4号:230                                                                |
| 20   |          | 联盟21号   | 1976年7月6日   | 49天6小时23分钟   | 1976年8月24日  | 鲍里斯·沃雷诺夫 维塔利·兹奥洛波夫 | 访问礼炮5号 因数个系统停止工作提前结束任务:231-233                             |
| 21   |          | 联盟22号   | 1976年9月15日  | 7天21小时52分钟   | 1976年9月23日  | 瓦列里·拜科夫斯基 弗拉基米尔·维克托罗维奇·阿克肖诺夫 | 高轨道运行:260-263                                                             |
| 22   |          | 联盟23号   | 1976年10月14日 | 2天0小时6分钟     | 1976年10月16日 | 维亚切斯拉夫·祖多夫 瓦列里·伊利奇·罗日杰斯特文斯基 | 与礼炮5号对接失败 返回着陆于冰湖中:233-240                                     |
| 23   |          | 联盟24号   | 1977年2月7日   | 17天17小时26分钟  | 1977年2月25日  | 维克托·戈尔巴特科 尤里·格拉兹科夫 | 访问礼炮5号:240-241                                                            |
| 24   |          | 联盟25号   | 1977年10月9日  | 2天0小时44分钟    | 1977年10月11日 | 弗拉基米尔·科瓦廖诺克 瓦列里·留明 | 与礼炮6号对接失败:267-270                                                      |
| 25   |          | 联盟26号   | 1977年12月10日 | 37天10小时6分钟   | 1978年2月25日  | 格奥尔基·格列奇科（发射） 尤里·罗曼连科（发射） 弗拉基米尔·扎尼别科夫（返回） 奥列格·马卡罗夫（返回）                                                                  | 访问礼炮6号（EO-1）:271-272 与联盟27号交换乘员                                 |
| 26   |          | 联盟27号   | 1978年1月10日  | 64天22小时52分钟  | 1978年3月16日  | 弗拉基米尔·扎尼别科夫（发射） 奥列格·马卡罗夫（发射） 格奥尔基·格列奇科（返回） 尤里·罗曼连科（返回）                                                                  | 访问礼炮6号:272 与联盟26号交换乘员                                             |
| 27   |          | 联盟28号   | 1978年3月2日   | 7天22小时17分钟   | 1978年3月10日  | 阿列克谢·古巴列夫 弗拉迪米尔·雷梅克 | 访问礼炮6号:272                                                                |
| 28   |          | 联盟29号   | 1978年6月15日  | 79天15小时23分钟  | 1978年9月3日   | 弗拉基米尔·科瓦廖诺克（发射） 亚历山大·伊万琴科夫（发射） 瓦列里·拜科夫斯基（返回） 西格蒙德·雅恩（返回）                                                              | 访问礼炮6号（EO-2）:273 发射乘员通过联盟31号返回 返回乘员来自联盟31号          |
| 29   |          | 联盟30号   | 1978年6月27日  | 7天22小时2分钟    | 1978年7月5日   | 彼得·克利穆克 米罗斯瓦夫·赫尔曼谢夫斯基 | 访问礼炮6号:273                                                                |
| 30   |          | 联盟31号   | 1978年8月26日  | 67天20小时12分钟  | 1978年11月2日  | 瓦列里·拜科夫斯基（发射） 西格蒙德·雅恩（发射） 弗拉基米尔·科瓦廖诺克（返回） 亚历山大·伊万琴科夫（返回）                                                              | 访问礼炮6号:273-274 发射乘员通过联盟29号返回 返回乘员来自联盟29号              |
| 31   |          | 联盟32号   | 1979年2月25日  | 108天4小时24分钟  | 1979年6月13日  | 弗拉基米尔·拉霍夫（发射） 瓦列里·留明（发射） | 访问礼炮6号（EO-3）:275 发射乘员通过联盟34号返回                               |
| 32   |          | 联盟33号   | 1979年4月10日  | 1天23小时1分钟    | 1979年4月12日  | 尼古拉·鲁卡维什尼科夫 乔治·伊万诺夫 | 与礼炮6号对接失败:275-279                                                      |
| 33   |          | 联盟34号   | 1979年6月6日   | 73天18小时16分钟  | 1979年8月19日  | 弗拉基米尔·拉霍夫（返回） 瓦列里·留明（返回） | 无人发射并与礼炮6号对接:279 返回乘员来自联盟32号                               |
|      |          | 联盟T-1    | 1979年12月16日 | 100天9小时31分    | 1980年3月25日  | 无人飞船 | 访问礼炮6号:338-339                                                            |
| 34   |          | 联盟35号   | 1980年4月9日   | 55天1小时28分钟   | 1980年6月3日   | 列昂尼德·波波夫（发射） 瓦列里·留明（发射） 瓦列里·库巴索夫（返回） 法尔卡什·拜尔陶隆（返回）                                                                          | 访问礼炮6号（EO-4）:280 发射乘员通过联盟37号返回 返回乘员来自联盟36号          |
| 35   |          | 联盟36号   | 1980年5月26日  | 65天20小时54分钟  | 1980年7月31日  | 瓦列里·库巴索夫（发射） 法尔卡什·拜尔陶隆（发射） 维克托·戈尔巴特科（返回） 范遵（返回）                                                                               | 访问礼炮6号:280 发射乘员通过联盟35号返回 返回乘员来自联盟37号                  |
| 36   |          | 联盟T-2    | 1980年6月5日   | 3天22小时19分钟   | 1980年7月31日  | 弗拉基米尔·维克托罗维奇·阿克肖诺夫 尤里·瓦西里耶维奇·马雷舍夫 | 访问礼炮6号:281，350-352                                                       |
| 37   |          | 联盟37号   | 1980年7月23日  | 79天15小时16分钟  | 1980年10月11日 | 维克托·戈尔巴特科（发射） 范遵（发射） 列昂尼德·波波夫（返回） 瓦列里·留明（返回）                                                                                     | 访问礼炮6号:281 发射乘员通过联盟36号返回 返回乘员来自联盟35号                  |
| 38   |          | 联盟38号   | 1980年9月18日  | 7天20小时43分钟   | 1980年9月26日  | 弗拉基米尔·维克托罗维奇·阿克肖诺夫 尤里·瓦西里耶维奇·马雷舍夫 | 访问礼炮6号:281                                                                |
| 39   |          | 联盟T-3    | 1980年11月27日 | 12天19小时7分钟   | 1980年12月10日 | 列昂尼德·基兹姆 奥列格·马卡罗夫 根纳季·斯特列卡洛夫 | 访问礼炮6号（EO-5）:281，352                                                   |
| 40   |          | 联盟T-4    | 1981年3月12日  | 74天17小时37分钟  | 1981年5月26日  | 弗拉基米尔·科瓦廖诺克 维克托·萨维内赫 | 访问礼炮6号（EO-6）:281，352-354                                               |
| 41   |          | 联盟39号   | 1981年3月22日  | 7天20小时42分钟   | 1981年3月30日  | 弗拉基米尔·扎尼别科夫 朱格德尔德米德·古尔拉格查 | 访问礼炮6号:281                                                                |
| 42   |          | 联盟40号   | 1981年5月14日  | 7天20小时41分钟   | 1981年5月22日  | 列昂尼德·波波夫 杜米特鲁·普拉纳里奥 | 访问礼炮6号:281                                                                |
| 43   |          | 联盟T-5    | 1982年5月13日  | 106天5小时6分钟   | 1982年8月27日  | 阿纳托利·别列佐沃伊（发射） 瓦伦丁·列别杰夫（发射） 列昂尼德·波波夫（返回） 亚历山大·谢列布罗夫（返回） 斯维特兰娜·萨维茨卡娅（返回）                                  | 访问礼炮7号（EO-1）:355 发射乘员通过联盟T-7返回 返回乘员来自联盟T-7            |
| 44   |          | 联盟T-6    | 1982年6月24日  | 7天21小时50分钟   | 1982年7月2日   | 弗拉基米尔·扎尼别科夫 亚历山大·伊万琴科夫 让-卢·克雷蒂安 | 访问礼炮7号:355-357                                                            |
| 45   |          | 联盟T-7    | 1982年8月19日  | 113天1小时50分钟  | 1982年12月10日 | 列昂尼德·波波夫（发射） 亚历山大·谢列布罗夫（发射） 斯维特兰娜·萨维茨卡娅（发射） 阿纳托利·别列佐沃伊（返回） 瓦伦丁·列别杰夫（返回）                                  | 访问礼炮7号:357-358 发射乘员通过联盟T-5返回 返回乘员来自联盟T-5                |
| 46   |          | 联盟T-8    | 1983年4月20日  | 2天0小时17分钟    | 1983年4月22日  | 弗拉基米尔·季托夫 根纳季·斯特列卡洛夫 亚历山大·谢列布罗夫 | 与礼炮7号对接失败:360-364                                                      |
| 47   |          | 联盟T-9    | 1983年6月27日  | 149天10小时45分钟 | 1983年11月23日 | 弗拉基米尔·拉霍夫 亚历山大·帕夫洛维奇·亚历山德罗夫 | 访问礼炮7号（EO-2） 飞船其中一个太阳能电池阵因故障未能打开:364-365             |
| 48   |          | 联盟T-10-1 | 1983年9月26日  | 5分钟13秒         | 1983年9月26日  | 弗拉基米尔·季托夫 根纳季·斯特列卡洛夫 | 火箭发射前数十秒起火并随后爆炸 乘员通过逃逸塔获救:365-369:102:187              |
| 49   |          | 联盟T-10   | 1984年2月8日   | 62天22小时41分钟  | 1984年4月11日  | 列昂尼德·基兹姆（发射） 弗拉基米尔·索洛维约夫（发射） 奥列格·阿特科夫（发射） 尤里·瓦西里耶维奇·马雷舍夫（返回） 根纳季·斯特列卡洛夫（返回） 拉科什·沙尔马（返回）     | 访问礼炮7号（EO-3）:370-371 发射乘员通过联盟T-11返回 返回乘员来自联盟T-11      |
| 50   |          | 联盟T-11   | 1984年4月3日   | 181天21小时48分钟 | 1984年10月2日  | 尤里·瓦西里耶维奇·马雷舍夫（发射） 根纳季·斯特列卡洛夫（发射） 拉科什·沙尔马（发射） 列昂尼德·基兹姆（返回） 弗拉基米尔·索洛维约夫（返回） 奥列格·阿特科夫（返回）     | 访问礼炮7号:371 发射乘员通过联盟T-10返回 返回乘员来自联盟T-10                  |
| 51   |          | 联盟T-12   | 1984年7月17日  | 11天19小时14分钟  | 1984年7月29日  | 弗拉基米尔·扎尼别科夫 斯维特兰娜·萨维茨卡娅 伊戈尔·彼得罗维奇·沃尔克                                                                                                   | 访问礼炮7号（EO-2）:371-372                                                    |
| 52   |          | 联盟T-13   | 1985年6月6日   | 112天3小时12分钟  | 1985年9月26日  | 弗拉基米尔·扎尼别科夫 维克托·萨维内赫（发射） 格奥尔基·格列奇科（返回）                                                                                                | 手动对接并修复礼炮7号（EO-4）:372-375 修复过程改编有电影《太空救援》           |
| 53   |          | 联盟T-14   | 1985年9月17日  | 64天21小时52分钟  | 1985年11月21日 | 弗拉基米尔·瓦林京 亚历山大·沃尔科夫 格奥尔基·格列奇科（发射） 维克托·萨维内赫（返回）                                                                                  | 访问礼炮7号（EO-4）:375-377 因瓦林京的病提前结束任务                           |
| 54   |          | 联盟T-15   | 1986年3月13日  | 125天0小时0分钟   | 1986年7月16日  | 列昂尼德·基兹姆 弗拉基米尔·索洛维约夫 | 访问和平号（EO-1）:377-379 访问礼炮7号（EO-5）                                 |
|      |          | 联盟TM-1   | 1986年5月21日  | 9天               | 1986年5月30日  | 无人飞船 | 首艘联盟-TM飞船 访问和平号:391                                                 |
| 55   |          | 联盟TM-2   | 1987年2月5日   | 174天3小时56分钟  | 1987年7月30日  | 尤里·罗曼连科（发射） 亚历山大·拉维金 亚历山大·维克托连科（返回） 穆罕默德·法里斯（返回）                                                                              | 访问和平号（EO-2）:392-393                                                     |
| 56   |          | 联盟TM-3   | 1987年7月22日  | 160天7小时25分钟  | 1987年12月29日 | 亚历山大·维克托连科（发射） 穆罕默德·法里斯（发射） 亚历山大·帕夫洛维奇·亚历山德罗夫 尤里·罗曼连科（返回） 阿纳托利·谢苗诺维奇·列夫钦科（返回）                        | 访问和平号（EO-2）:394                                                         |
| 57   |          | 联盟TM-4   | 1987年12月21日 | 178天22小时54分钟 | 1988年6月17日  | 弗拉基米尔·季托夫（发射） 穆萨·马纳罗夫（发射） 阿纳托利·谢苗诺维奇·列夫钦科（发射） 阿纳托利·索洛维耶夫（返回） 维克托·萨维内赫（返回） 亚历山大·亚历山德罗夫（返回） | 访问和平号（EO-3）:394-396                                                     |
| 58   |          | 联盟TM-5   | 1987年12月21日 | 178天22小时54分钟 | 1988年6月17日  | 阿纳托利·索洛维耶夫（发射） 维克托·萨维内赫（发射） 亚历山大·亚历山德罗夫（发射） 弗拉基米尔·拉霍夫（返回） 阿卜杜勒·莫赫曼德（返回）                                  | 访问和平号 返回时点火装置故障，乘员手动进行再入操作:396-401                    |
| 59   |          | 联盟TM-6   | 1988年8月29日  | 114天5小时33分钟  | 1988年12月21日 | 弗拉基米尔·拉霍夫（发射） 瓦列里·波利亚科夫（发射） 阿卜杜勒·莫赫曼德（发射） 弗拉基米尔·季托夫（返回） 穆萨·马纳罗夫（返回） 让-卢·克雷蒂安（返回）                   | 访问和平号（EO-3）:396，401                                                    |
| 60   |          | 联盟TM-7   | 1988年11月26日 | 151天11小时8分钟  | 1989年4月27日  | 亚历山大·沃尔科夫 谢尔盖·克里卡列夫 让-卢·克雷蒂安（发射） 瓦列里·波利亚科夫（返回）                                                                                   | 访问和平号（EO-4）:401-402                                                     |
| 61   |          | 联盟TM-8   | 1989年9月5日   | 166天6小时58分钟  | 1990年2月19日  | 亚历山大·维克托连科 亚历山大·谢列布罗夫 | 访问和平号（EO-5）:404                                                         |
| 62   |          | 联盟TM-9   | 1990年2月11日  | 179天1小时1分7钟  | 1990年8月9日   | 阿纳托利·索洛维耶夫 亚历山大·巴兰金 | 访问和平号（EO-6） 返回舱隔热层脱落:405-409                                    |
| 63   |          | 联盟TM-10  | 1990年8月1日   | 130天20小时35分钟 | 1990年12月10日 | 根纳季·马纳科夫 根纳季·斯特列卡洛夫 秋山丰宽（返回） | 访问和平号（EO-7）:408-409                                                     |
| 64   |          | 联盟TM-11  | 1990年12月2日  | 175天1小时5分0钟  | 1991年5月26日  | 根纳季·马纳科夫 根纳季·斯特列卡洛夫 秋山丰宽（发射） 海伦·沙曼（返回）                                                                                                 | 访问和平号（EO-8） 秋山丰宽因病提前返回:409                                    |
| 65   |          | 联盟TM-12  | 1991年5月18日  | 144天15小时21分钟 | 1991年10月10日 | 阿纳托利·阿尔采巴尔斯基 谢尔盖·克里卡列夫（发射） 海伦·沙曼（发射） 托克塔尔·奥巴基洛夫（返回） 弗朗茨·菲伯克（返回）                                                  | 访问和平号（EO-9）:410                                                         |
| 66   |          | 联盟TM-13  | 1991年10月2日  | 175天2小时51分钟  | 1992年3月25日  | / 亚历山大·沃尔科夫 托克塔尔·奥巴基洛夫（发射） 弗朗茨·菲伯克（发射） 谢尔盖·克里卡列夫（返回） 克劳斯-迪特里希·弗拉德（返回）                                         | 访问和平号（EO-10） 任务期间苏联解体:411                                       |

## 俄罗斯发射任务
| 序号         | 任务徽章 | 任务名              | 发射时间       | 在轨时间          | 着陆时间       | 乘员 | 注释                                                                              |
| ------------ | -------- | ------------------- | -------------- | ----------------- | -------------- | --- | --------------------------------------------------------------------------------- |
| 67           |          | 联盟TM-14           | 1992年3月17日  | 145天14小时10分钟 | 1992年8月10日  | 亚历山大·维克托连科 亚历山大·卡列里 克劳斯-迪特里希·弗拉德（发射） 米歇尔·托尼尼（返回）                                                                   | 访问和平号（EO-11）:414-415                                                       |
| 68           |          | 联盟TM-15           | 1992年7月27日  | 188天21小时41分钟 | 1993年2月1日   | 阿纳托利·索洛维耶夫 谢尔盖·阿夫杰耶夫 米歇尔·托尼尼（发射）                                                                                                | 访问和平号（EO-12）:415                                                           |
| 69           |          | 联盟TM-16           | 1993年1月24日  | 179天0小时43分钟  | 1993年7月22日  | 根纳季·马纳科夫 亚历山大·波列修克 让-皮埃尔·艾涅尔（返回）                                                                                                 | 访问和平号（EO-13）:415-416                                                       |
| 70           |          | 联盟TM-17           | 1993年7月1日   | 196天17小时45分钟 | 1994年1月14日  | 瓦西里·齐布利耶夫 亚历山大·谢列布罗夫 让-皮埃尔·艾涅尔（发射）                                                                                             | 访问和平号（EO-14） 飞船与和平号分离时撞击了空间站的球形对接适配器:417-420        |
| 71           |          | 联盟TM-18           | 1994年1月8日   | 182天0小时27分钟  | 1994年7月9日   | 尤里·马连琴科 尤里·乌萨切夫 瓦列里·波利亚科夫（发射） | 访问和平号（EO-15）:420                                                           |
| 72           |          | 联盟TM-19           | 1994年7月1日   | 125天22小时53分钟 | 1994年11月4日  | 维克托·阿法纳西耶夫 塔尔加特·穆萨巴耶夫 沃尔夫·梅博尔德（返回）                                                                                            | 访问和平号（EO-16）:420-422                                                       |
| 73           |          | 联盟TM-20           | 1994年10月3日  | 169天5小时21分钟  | 1995年3月22日  | 亚历山大·维克托连科 叶莲娜·孔达科娃 沃尔夫·梅博尔德（发射） 瓦列里·波利亚科夫（返回）                                                                      | 访问和平号（EO-17）:421                                                           |
| 74           |          | 联盟TM-21           | 1995年3月14日  | 181天0小时41分钟  | 1995年9月11日  | 弗拉基米尔·杰茹罗夫（发射） 根纳季·斯特列卡洛夫（发射） 诺曼·萨加德（发射） 阿纳托利·索洛维耶夫（返回） 尼古拉·布达林（返回）                              | 访问和平号（EO-18）:422，424-426                                                  |
| 75           |          | 联盟TM-22           | 1995年9月3日   | 179天22小时53分钟 | 1996年2月29日  | 尤里·吉德津科 谢尔盖·阿夫杰耶夫 托马斯·赖特尔 | 访问和平号（EO-20）:423，427                                                      |
| 76           |          | 联盟TM-23           | 1996年2月21日  | 193天19小时7分钟  | 1996年9月2日   | 尤里·奥努夫里恩科 尤里·乌萨切夫 克洛迪·艾涅尔（返回） | 访问和平号（EO-21）:427                                                           |
| 77           |          | 联盟TM-24           | 1996年8月17日  | 193天17小时26分钟 | 1997年3月2日   | 瓦列里·科尔尊 亚历山大·卡列里 克洛迪·艾涅尔（发射） 莱因霍尔德·埃瓦尔德（返回）                                                                            | 访问和平号（EO-22）:428-431                                                       |
| 78           |          | 联盟TM-25           | 1997年2月10日  | 184天22小时7分钟  | 1997年8月14日  | 瓦西里·齐布利耶夫 亚历山大·拉祖特金 莱因霍尔德·埃瓦尔德（发射）                                                                                            | 访问和平号（EO-23）:431-436                                                       |
| 79           |          | 联盟TM-26           | 1997年8月5日   | 197天17小时34分钟 | 1998年2月19日  | 阿纳托利·索洛维耶夫 帕维尔·维诺格拉多夫 利奥波德·艾哈茨（返回）                                                                                            | 访问和平号（EO-24）:435-438                                                       |
| 80           |          | 联盟TM-27           | 1998年1月29日  | 207天12小时51分钟 | 1998年8月25日  | 塔尔加特·穆萨巴耶夫 尼古拉·布达林 利奥波德·艾哈茨（发射） 尤里·巴图林（返回）                                                                              | 访问和平号（EO-25）:438-440                                                       |
| 81           |          | 联盟TM-28           | 1998年8月13日  | 198天16小时31分钟 | 1999年2月28日  | 根纳季·帕达尔卡 谢尔盖·阿夫杰耶夫（发射） 尤里·巴图林（发射） 伊万·贝拉（返回）                                                                            | 访问和平号（EO-26）:439-441                                                       |
| 82           |          | 联盟TM-29           | 1999年2月20日  | 188天20小时16分钟 | 1999年8月28日  | 维克托·阿法纳西耶夫 让-皮埃尔·艾涅尔 伊万·贝拉（发射） 谢尔盖·阿夫杰耶夫（返回）                                                                           | 访问和平号（EO-27）:440                                                           |
| 83           |          | 联盟TM-30           | 2000年4月4日   | 72天19小时16分钟  | 2000年6月16日  | 谢尔盖·扎廖京 亚历山大·卡列里 | 访问和平号（EO-28）:441-442                                                       |
| 84           |          | 联盟TM-31           | 2000年10月31日 | 186天21小时48分钟 | 2001年5月6日   | 尤里·吉德津科（发射） 谢尔盖·克里卡列夫（发射） 威廉·薛佛（发射） 塔尔加特·穆萨巴耶夫（返回） 尤里·米伊洛维奇·巴图林（返回） 丹尼斯·蒂托（返回）           | 访问国际空间站（远征1）:447-452 发射乘员通过STS-102返回                           |
| 85           |          | 联盟TM-32           | 2001年4月28日  | 185天21小时22分钟 | 2001年10月31日 | 塔尔加特·穆萨巴耶夫（发射） 尤里·米伊洛维奇·巴图林（发射） 丹尼斯·蒂托（发射） 维克托·阿法纳西耶夫（返回） 克洛迪·艾涅尔（返回） 康斯坦丁·科泽耶夫（返回） | 访问国际空间站（ISS EP-1）:451-453 丹尼斯·蒂托为首位商业太空旅行乘员              |
| 86           |          | 联盟TM-33           | 2001年10月21日 | 195天18小时52分钟 | 2002年5月5日   | 维克托·阿法纳西耶夫（发射） 克洛迪·艾涅尔（发射） 康斯坦丁·科泽耶夫（发射） 尤里·吉德津科（返回） 罗伯托·维托里（返回） / 马克·沙特尔沃思（返回）          | 访问国际空间站:453-454                                                            |
| 87           |          | 联盟TM-34           | 2002年4月25日  | 198天17小时37分钟 | 2002年10月10日 | 尤里·吉德津科（发射） 罗伯托·维托里（发射） / 马克·沙特尔沃思（发射） 谢尔盖·扎廖京（返回） 尤里·隆恰科夫（返回） 弗兰克·德·温纳（返回）                   | 访问国际空间站:454-455 马克·沙特尔沃思为商业太空旅行乘员                          |
| 88           |          | 联盟TMA-1           | 2002年10月30日 | 185天22小时53分钟 | 2003年5月4日   | 谢尔盖·扎廖京（发射） 尤里·隆恰科夫（发射） 弗兰克·德·温纳（发射） 尼古拉·布达林（返回） 唐纳德·佩蒂特（返回） 肯·鲍尔索克斯（返回）                       | 访问国际空间站（远征6）:481                                                       |
| 89           |          | 联盟TMA-2           | 2003年4月26日  | 184天22小时46分钟 | 2003年10月28日 | 尤里·马连琴科 卢杰 佩德罗·杜克（返回） | 访问国际空间站（远征7）:481-482                                                   |
| 90           |          | 联盟TMA-3           | 2003年10月18日 | 194天18小时33分钟 | 2004年4月30日  | 亚历山大·卡列里 迈克尔·福奥勒 佩德罗·杜克（发射） 安德烈·库佩斯（返回）                                                                                    | 访问国际空间站（远征8）:481-482                                                   |
| 91           |          | 联盟TMA-4           | 2004年4月19日  | 187天13小时22分钟 | 2004年10月24日 | 根纳季·帕达尔卡 迈克尔·芬克 安德烈·库佩斯（发射） 尤里·沙尔金（返回）                                                                                      | 访问国际空间站（远征9）                                                           |
| 92           |          | 联盟TMA-5           | 2004年10月14日 | 192天19小时2分钟  | 2005年4月24日  | 萨利占·沙里波夫 焦立中 尤里·沙尔金（发射） 罗伯托·维托里（返回）                                                                                           | 访问国际空间站（远征10）                                                          |
| 93           |          | 联盟TMA-6           | 2005年4月15日  | 179天23小时36分钟 | 2005年10月11日 | 谢尔盖·克里卡列夫 约翰·菲利普斯 罗伯托·维托里（发射） 格雷戈里·奥尔森（返回）                                                                              | 访问国际空间站（远征11）                                                          |
| 94           |          | 联盟TMA-7           | 2005年10月1日  | 189天19小时53分钟 | 2006年4月8日   | 瓦列里·托卡列夫 威廉·麦克阿瑟 格雷戈里·奥尔森（发射） 马可斯·庞特斯（返回）                                                                                | 访问国际空间站（远征12） 格雷戈里·奥尔森为商业太空旅行乘员                        |
| 95           |          | 联盟TMA-8           | 2006年3月30日  | 182天22小时43分钟 | 2006年9月29日  | 帕维尔·维诺格拉多夫 杰弗里·威廉姆斯 马可斯·庞特斯（发射） 阿努什·安萨里（返回）                                                                            | 访问国际空间站（远征13）                                                          |
| 96           |          | 联盟TMA-9           | 2006年9月18日  | 215天8小时22分钟  | 2007年4月21日  | 米哈伊尔·秋林 迈克尔·洛佩斯·阿莱格里亚 阿努什·安萨里（发射） 查尔斯·西蒙尼（返回）                                                                         | 访问国际空间站（远征14） 阿努什·安萨里为商业太空旅行乘员                          |
| 97           |          | 联盟TMA-10          | 2007年4月7日   | 196天17小时5分钟  | 2007年10月21日 | 奥列格·科托夫 费奥多尔·尤尔奇欣 查尔斯·西蒙尼（发射） 谢赫·穆扎法尔（返回）                                                                                | 访问国际空间站（远征15） 查尔斯·西蒙尼为商业太空旅行乘员 因电缆受损沿弹道轨迹返回 |
| 98           |          | 联盟TMA-11          | 2007年10月10日 | 191天19小时7分钟  | 2008年4月19日  | 尤里·马连琴科 佩吉·惠特森 谢赫·穆扎法尔（发射） 李素妍（返回）                                                                                             | 访问国际空间站（远征16） 沿弹道轨迹返回，偏离预定着陆点420公里                    |
| 99           |          | 联盟TMA-12          | 2008年4月8日   | 198天16小时21分钟 | 2008年10月24日 | 谢尔盖·亚历山德罗维奇·沃尔科夫 奥列格·科诺年科 李素妍（发射） 理查德·加里奥特（返回）                                                                      | 访问国际空间站（远征17）                                                          |
| 100          |          | 联盟TMA-13          | 2008年10月12日 | 178天0小时15分钟  | 2009年4月8日   | 尤里·隆恰科夫 迈克尔·芬克 理查德·加里奥特（发射） 查尔斯·西蒙尼（返回）                                                                                    | 访问国际空间站（远征18） 理查德·加里奥特为商业太空旅行乘员                        |
| 101          |          | 联盟TMA-14          | 2009年3月26日  | 199天16小时43分钟 | 2009年10月11日 | 根纳季·帕达尔卡 迈克尔·巴拉特 查尔斯·西蒙尼（发射） 盖·拉利伯特（返回）                                                                                    | 访问国际空间站（远征19） 查尔斯·西蒙尼为商业太空旅行乘员（第二次）                |
| 102          |          | 联盟TMA-15          | 2009年5月27日  | 187天20小时43分钟 | 2009年12月1日  | 罗曼·罗曼年科 弗兰克·德·温纳 罗伯特·瑟斯克 | 访问国际空间站（远征20）                                                          |
| 103          |          | 联盟TMA-16          | 2009年9月30日  | 169天4小时8分钟   | 2010年3月18日  | 马克西姆·苏拉耶夫 杰弗里·威廉姆斯 盖·拉利伯特（发射） | 访问国际空间站（远征21） 盖·拉利伯特为商业太空旅行乘员                            |
| 104          |          | 联盟TMA-17          | 2009年12月20日 | 163天5小时33分钟  | 2010年6月2日   | 奥列格·科托夫 蒂莫西·克里默 野口聪一 | 访问国际空间站（远征22）                                                          |
| 105          |          | 联盟TMA-18          | 2010年4月2日   | 176天0小时59分钟  | 2010年9月25日  | 亚历山大·斯克沃尔佐夫 米哈伊尔·科尔尼延科 特雷西·戴森 | 访问国际空间站（远征23）                                                          |
| 106          |          | 联盟TMA-19          | 2010年6月15日  | 163天7小时11分钟  | 2010年11月26日 | 费奥多尔·尤尔奇欣 香农·沃克 道格拉斯·惠洛克 | 访问国际空间站（远征24）                                                          |
| 107          |          | 联盟TMA-01M         | 2010年10月7日  | 159天8小时43分钟  | 2011年3月16日  | 亚历山大·卡列里 奥列格·斯克里波奇卡 斯科特·凯利 | 访问国际空间站（远征25） 沿弹道轨迹返回，偏离预定着陆点460公里                    |
| 108          |          | 联盟TMA-20          | 2010年12月15日 | 159天7小时18分钟  | 2011年5月24日  | 德米特里·孔德拉季耶夫 凯瑟琳·科尔曼 保罗·奈斯波利 | 访问国际空间站（远征26）                                                          |
| 109          |          | 联盟TMA-21 加加林号 | 2011年4月4日   | 164天17小时42分钟 | 2011年9月16日  | 亚历山大·萨莫库佳耶夫 安德烈·鲍里先科 小罗纳德·加兰 | 访问国际空间站（远征27） 因技术原因推迟了发射                                     |
| 110          |          | 联盟TMA-02M         | 2011年6月7日   | 166天6小时13分钟  | 2011年11月22日 | 谢尔盖·亚历山德罗维奇·沃尔科夫 迈克尔·福萨姆 古川聪 | 访问国际空间站（远征28）                                                          |
| 111          |          | 联盟TMA-22          | 2011年11月14日 | 165天7小时31分钟  | 2012年4月27日  | 安东·什卡普列罗夫 阿纳托利·伊万尼申 丹尼尔·伯班克 | 访问国际空间站（远征29）                                                          |
| 112          |          | 联盟TMA-03M         | 2011年12月21日 | 192天18小时58分钟 | 2012年7月1日   | 奥列格·科诺年科 安德烈·库佩斯 唐纳德·佩蒂特 | 访问国际空间站（远征30）                                                          |
| 113          |          | 联盟TMA-04M         | 2012年5月15日  | 124天23小时52分钟 | 2012年9月17日  | 根纳季·帕达尔卡 谢尔盖·列温 约瑟夫·阿卡巴 | 访问国际空间站（远征31）                                                          |
| 114          |          | 联盟TMA-05M         | 2012年7月15日  | 124天23小时52分钟 | 2012年11月9日  | 尤里·马连琴科 苏妮塔·威廉斯 星出彰彦 | 访问国际空间站（远征32）                                                          |
| 115          |          | 联盟TMA-06M         | 2012年10月23日 | 143天16小时20分钟 | 2013年3月16日  | 奥列格·诺维茨基 叶夫根尼·塔列尔金 凯文·福特 | 访问国际空间站（远征33）                                                          |
| 116          |          | 联盟TMA-07M         | 2012年12月19日 | 145天14小时18分钟 | 2013年5月14日  | 罗曼·罗曼年科 托马斯·马什本 克里斯·哈德菲尔 | 访问国际空间站（远征34）                                                          |
| 117          |          | 联盟TMA-08M         | 2013年3月28日  | 166天6小时14分钟  | 2013年9月11日  | 帕维尔·维诺格拉多夫 亚历山大·米苏尔金 克里斯托弗·卡西迪 | 访问国际空间站（远征35）                                                          |
| 118          |          | 联盟TMA-09M         | 2013年5月28日  | 166天6小时18分钟  | 2013年11月11日 | 费奥多尔·尤尔奇欣 凯伦·尼伯格 卢卡·帕尔米塔诺 | 访问国际空间站（远征36）                                                          |
| 119          |          | 联盟TMA-10M         | 2013年9月25日  | 166天6小时25分钟  | 2014年3月11日  | 奥列格·科托夫 谢尔盖·梁赞斯基 迈克尔·霍普金斯 | 访问国际空间站（远征37）                                                          |
| 120          |          | 联盟TMA-11M         | 2013年11月7日  | 187天21小时44分钟 | 2014年5月14日  | 米哈伊尔·秋林 理查德·马斯特拉奇奥 若田光一 | 访问国际空间站（远征38） 飞船携带了2014年索契冬奥会火炬                           |
| 121          |          | 联盟TMA-03M         | 2014年3月25日  | 169天5小时6分钟   | 2014年9月11日  | 亚历山大·斯克沃尔佐夫 奥列格·阿尔捷米耶夫 史蒂文·斯旺森 | 访问国际空间站（远征39） 因定位系统偏差延迟了对接时间                             |
| 122          |          | 联盟TMA-13M         | 2014年5月28日  | 165天8小时1分钟   | 2014年11月10日 | 马克西姆·苏拉耶夫 格雷戈里·怀斯曼 亚历山大·格斯特 | 访问国际空间站（远征40）                                                          |
| 123          |          | 联盟TMA-14M         | 2014年9月25日  | 167天5小时42分钟  | 2015年3月12日  | 亚历山大·萨莫库佳耶夫 叶莲娜·谢罗娃 巴里·威尔莫尔 | 访问国际空间站（远征41）                                                          |
| 124          |          | 联盟TMA-15M         | 2014年11月23日 | 199天16小时43分钟 | 2015年6月11日  | 安东·什卡普列罗夫 萨曼塔·克里斯托福雷蒂 特里·维尔特 | 访问国际空间站（远征42）                                                          |
| 125          |          | 联盟TMA-16M         | 2015年3月27日  | 168天5小时8分钟   | 2015年9月12日  | 根纳季·帕达尔卡 米哈伊尔·科尔尼延科（发射） 斯科特·凯利（发射） 安德烈亚斯·莫根森（返回） 艾登·艾姆别托夫（返回）                                          | 访问国际空间站（远征43）                                                          |
| 126          |          | 联盟TMA-17M         | 2015年7月22日  | 141天16小时9分钟  | 2015年12月11日 | 奥列格·科诺年科 油井龟美也 凯尔·林格伦 | 访问国际空间站（远征44）                                                          |
| 127          |          | 联盟TMA-18M         | 2015年9月2日   | 179天17小时20分钟 | 2016年3月2日   | 谢尔盖·亚历山德罗维奇·沃尔科夫 安德烈亚斯·莫根森（发射） 艾登·艾姆别托夫（发射） 米哈伊尔·科尔尼延科（返回） 斯科特·凯利（返回）                           | 访问国际空间站（远征45）                                                          |
| 128          |          | 联盟TMA-19M         | 2015年12月15日 | 185天12小时22分钟 | 2016年6月18日  | 尤里·马连琴科 蒂莫西·科帕拉 提姆·皮克 | 访问国际空间站（远征46）                                                          |
| 129          |          | 联盟TMA-20M         | 2016年3月18日  | 172天3小时47分钟  | 2016年9月7日   | 奥列格·斯克里波奇卡 杰弗里·威廉姆斯 | 访问国际空间站（远征47）                                                          |
| 130          |          | 联盟MS-01           | 2016年7月6日   | 115天2小时22分钟  | 2016年10月30日 | 阿纳托利·伊万尼申 大西卓哉 凯瑟琳·鲁宾斯 | 访问国际空间站（远征48）                                                          |
| 131          |          | 联盟MS-02           | 2016年10月19日 | 173天3小时29分钟  | 2017年4月10日  | 谢尔盖·雷日科夫 安德烈·鲍里先科 罗伯特·金布罗 | 访问国际空间站（远征49）                                                          |
| 132          |          | 联盟MS-03           | 2016年11月17日 | 196天17小时49分钟 | 2017年6月2日   | 奥列格·诺维茨基 托马斯·佩斯凯 佩吉·惠特森（发射） | 访问国际空间站（远征50）                                                          |
| 133          |          | 联盟MS-04           | 2017年4月20日  | 135天18小时8分钟  | 2017年9月3日   | 费奥多尔·尤尔奇欣 杰克·费舍尔 佩吉·惠特森（返回） | 访问国际空间站（远征51）                                                          |
| 134          |          | 联盟MS-05           | 2017年7月28日  | 139天4小时57分钟  | 2017年12月14日 | 谢尔盖·梁赞斯基 兰道夫·布列兹尼克 保罗·内斯波利 | 访问国际空间站（远征52）                                                          |
| 135          |          | 联盟MS-06           | 2017年9月12日  | 168天5小时13分钟  | 2018年2月28日  | 亚历山大·米苏尔金 马克·范德·海 约瑟夫·阿卡巴 | 访问国际空间站（远征53）                                                          |
| 136          |          | 联盟MS-07           | 2017年12月17日 | 166天0小时37分钟  | 2018年6月3日   | 安东·什卡普列罗夫 斯科特·廷格尔 金井宣茂 | 访问国际空间站（远征54）                                                          |
| 137          |          | 联盟MS-08           | 2018年3月21日  | 196天18小时22分钟 | 2018年10月4日  | 奥列格·阿尔捷米耶夫 安德鲁·福斯特 理查德·阿诺德 | 访问国际空间站（远征55） 飞船携带了一颗2018年俄罗斯世界杯指定用球电视之星18       |
| 138          |          | 联盟MS-09           | 2018年6月6日   | 196天17小时49分钟 | 2018年12月20日 | 谢尔盖∙普罗科皮耶夫 亚历山大∙格斯特 塞丽娜·奥农-钱赛勒 | 访问国际空间站（远征56）                                                          |
| 139          |          | 联盟MS-10           | 2018年10月11日 | 19分钟41秒        | 2018年10月11日 | 阿列克谢·奥夫奇宁 尼克·黑格 | 计划访问国际空间站 因火箭故障发射失败，乘员全部幸存                               |
| 140          |          | 联盟MS-11           | 2018年12月3日  | 203天15小时16分钟 | 2019年6月25日  | 奥列格·科诺年科 大卫·圣雅克 安妮·麦克莱恩 | 访问国际空间站（远征57）                                                          |
| 141          |          | 联盟MS-12           | 2019年3月14日  | 202天6小时36分钟  | 2019年10月3日  | 阿列克谢·奥夫奇宁 尼克·黑格 克里斯蒂娜·科赫（发射） 哈扎·曼苏里（返回）                                                                                    | 访问国际空间站（远征59）                                                          |
| 142          |          | 联盟MS-13           | 2019年7月20日  | 200天16小时44分钟 | 2020年2月6日   | 亚历山大·斯克沃尔佐夫 卢卡·帕尔米塔诺 安德鲁·理查德·摩根（发射） 克里斯蒂娜·科赫（返回）                                                                   | 访问国际空间站（远征60）                                                          |
|              |          | 联盟MS-14           | 2019年8月22日  | 15天17小时45分钟  | 2019年9月6日   | 无人飞船 | 访问国际空间站                                                                    |
| 143          |          | 联盟MS-15           | 2019年9月25日  | 204天15小时19分钟 | 2020年4月17日  | 奥列格·斯克里波奇卡 杰西卡·梅尔 哈扎·曼苏里（发射） 安德鲁·理查德·摩根（返回）                                                                             | 访问国际空间站（远征61） 最后一次使用联盟-FG发射                                  |
| 144          |          | 联盟MS-16           | 2020年4月9日   | 195天18小时又49分 | 2020年10月22日 | 阿纳托利·伊万尼申 伊万·瓦格纳 克里斯托弗·卡西迪 | 访问国际空间站（远征63）                                                          |
| 145          |          | 联盟MS-17           | 2020年10月14日 | 184天23小时又9分  | 2021年4月17日  | 谢尔盖·雷日科夫 谢尔盖·库德-斯维奇科夫 凯瑟琳·鲁宾斯 | 访问国际空间站（远征64） 首次载人三小时超快速对接                                 |
| 146          |          | 联盟MS-18           | 2021年4月9日   | 190天20小时又53分 | 2021年10月17日 | 奥列格·诺维茨基 彼得·杜布罗夫（发射） 马克·范德·海（发射） 克里姆·斯彭科（返回） 尤利娅·别列希尔德（返回）                                                 | 访问国际空间站（远征65）                                                          |
| 147          |          | 联盟MS-19           | 2021年10月5日  | 176天2小时又33分  | 2022年3月30日  | 安东·什卡普列罗夫 克里姆·斯彭科（发射） 尤利娅·别列希尔德（发射） 彼得·杜布罗夫（返回） 马克·范德·海（返回）                                               | 访问国际空间站（远征65） 拍摄电影《挑战》                                         |
| 148          |          | 联盟MS-20           | 2021年12月8日  | 11天19小时又34分  | 2021年12月20日 | 亚历山大·米苏尔金 前泽友作 平野陽三 | 访问国际空间站 太空探险公司商业太空旅行乘员                                       |
| 149          |          | 联盟MS-21           | 2022年3月18日  | 194天19小时又1分  | 2022年9月29日  | 奥列格·阿尔捷米耶夫 丹尼斯·马特维耶夫 谢尔盖·科萨科夫 | 访问国际空间站（远征66）                                                          |
| 150          |          | 联盟MS-22           | 2022年9月21日  | 187天16小时又51分 | 2023年3月28日  | 谢尔盖·普罗科皮耶夫（发射） 德米特里·佩捷林（发射） 弗朗西斯科·卢比奥（发射）                                                                              | 访问国际空间站（远征67）                                                          |
| 151          |          | 联盟MS-23           | 2023年2月24日  | 任务执行中        | 预计2023年9月  | 无人发射 谢尔盖·普罗科皮耶夫（返回） 德米特里·佩捷林（返回） 弗朗西斯科·卢比奥（返回）                                                                     | 访问国际空间站（接替故障的联盟MS-22）                                             |
| 152          |          | 联盟MS-24           | 2023年9月15日  |                   | 预计2024年     | 奥列格·科诺年科 尼古拉·丘布 罗拉尔·奥哈拉（发射） | 访问国际空间站（远征69）                                                          |
| ↓ 未来任务 ↓ |          |                     |                |                   |                | |                                                                                   |